# Johannes Marinus Simon Baljon (Theologe)

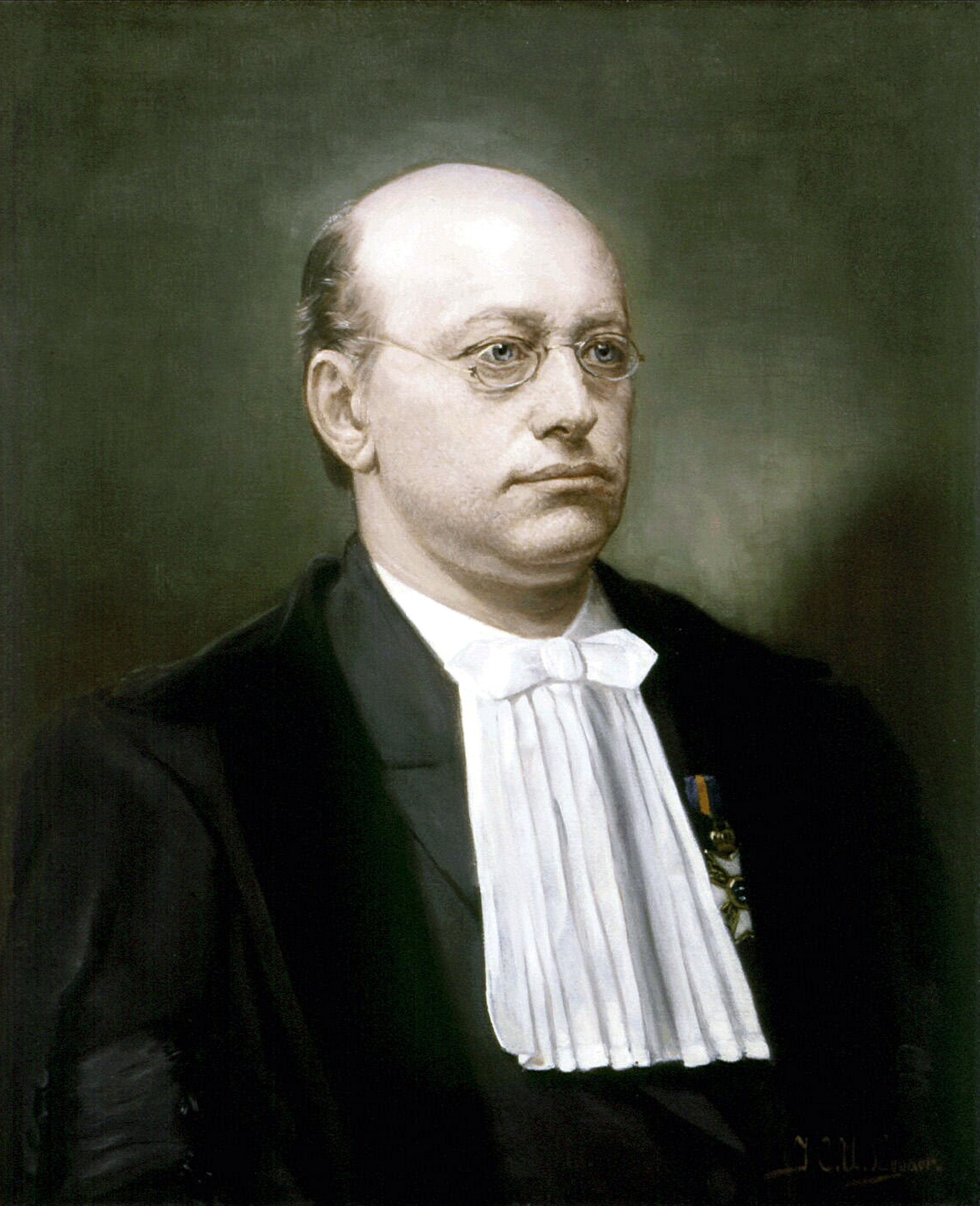
Johannes Marinus Simon Baljon

Johannes Marinus Simon Baljon (* 5. Juli 1861 in Rotterdam; † 16. Mai 1908 in Utrecht) war ein niederländischer reformierter Theologe.

## Leben
Johannes Marinus Simon  war der Sohn des Buchhalters Simon Albertus Baljon (* 13. Januar 1836 in Rotterdam; † 2. April 1889 ebenda) und dessen Frau Neeltje Dingena de Vries (* 5. Juli 1839 in Breda; † 15. September 1882 in Rotterdam). Nach dem Besuch der Grundschule seines Geburtsorts und des christlichen Gymnasiums in Zetten, begann er am 23. September 1879 an der Universität Utrecht ein Studium der Theologie. Seine Lehrer wurden hier unter anderem Jacobus Isaac Doedes, Johannes Jacobus van Oosterzee, Nicolaas Beets, Josue Jean Philippe Valeton der Jüngere, Henrik van Herwerden, Cornelis Marius Francken (1820–1900), Willem Gerard Brill, Pieter de Jong, Cornelis Willem Opzoomer, Egbert Heimerik Lasonder (1831–1886) und Tjeerd Cannegieter (1846–1929). Am 14. Mai 1884 promovierte er unter Doedes mit der Arbeit De tekst der brieven van Paulus aan de Romeinen, Corinthiërs en Galaten als voorwerp van de conjecturaalcritiek beschouwd (deutsch; Der Text der Briefe des Paulus an die Römer, Korinther und Galater, als Gegenstand der mutmaßlichen Kritik angesehen) zum Doktor der Theologie.
Am 3. August 1884 wurde er Pfarrer in Nederhemert und 1888 in gleicher Eigenschaft  in Almelo. Am 9. Oktober 1895 übernahm er die Professur für Enzyklopädie der Theologie, die altchristliche Literatur und die Exegese des alten Testaments an der Utrechter Universität, welche Aufgabe er mit der Einführungsrede De oud-christelijke letterkunde (Utrecht 1895) (deutsch: Die altchristliche Literatur) antrat. Baljon beteiligte sich auch an den organisatorischen Aufgaben der Utrechter Hochschule und wurde im Akademiejahr 1904/05 Rektor der Alma Mater. Zudem ernannte man ihn zum Ritter des Ordens vom niederländischen Löwen. Baljon hatte sich  vor allem durch seine exegetischen Kommentierungen zum Neuen Testament einen Namen gemacht.

## Familie
Baljon verheiratete sich am 19. Juni 1884 in Bunnik mit Johanna Elisabeth Hart de Ruijter (* 25. Mai 1859 in Utrecht; † 11. Februar 1936 ebenda), die Tochter des Theodoor Hart de Ruijter (* um 1829 in Amsterdam; † 14. Mai 1886 Breukelen-Sint Pieters) und dessen am 27. August 1857 in Utrecht geheirateten Frau Johanna Maria de Graff (* um 1839 in Haarlem; † 3. September 1872 in Utrecht). Aus der Ehe stammen Kinder. Von den Kindern kennt man:
- Simon Theodoor Johannes Baljon (* 19. November 1885 in Nederhemmert; † 27. Dezember 1959 in Amersfoort) verh. I mit Eugenia Romaine Dorina Comter, verh. II. am 4. März 1930 in Zeist mit Anna Maria Biegel (* um 1896/97 in Den Helder)
- Theodora Baljon (* 19. August 1887 in Nederhemert) verh. 23. Juni 1910 in Utrecht mit Dr. theol. Theodoor Leopold Willem van Ravesteyn (* 26. Juni 1886 in Rotterdam; † 20. Mai 1940 in Utrecht)
- Johannes Marinus Simon Baljon (* 14. Juli 1891 in Almelo)
- Elisabeth Alida Baljon (* 12. Mai 1893 in Almelo; † 13. April 1948 in Rotterdam) verh. Jean David Daubanton (* 15. September 1890 in Rotterdam; † 31. Dezember 1961 ebenda)
- Geertruida Cornelia Elizabeth Baljon (* 23. März 1897 in Utrecht) verh. 28. Oktober 1919 in Utrecht mit Johannes Francois Ossewaarde (* 8. Februar 1892 in Sluis)
- Johanna Magdalena Elizabeth Baljon (* 23. März 1897 in Utrecht; † 19. März 1985 in Zwolle) verh. 18. Januar 1923 in Utrecht mit Prof. Dr. Hendrik Willem Obbink (* 20. März 1898 in Smilde; † 14. September 1979 in Zwolle)

## Werke (Auswahl)
- De inrichting van de encyclopedie der christelijke theologie. Leiden 1889.
- Inleiding op de boeken des Nieuwen Verbonds. Utrecht 1893.
- Grieksch theologisch woordenboek,hoofdzakelijk van de oudchristelijke letterkunde. Utrecht 1895–1899, 2. Bände, Nachdruck als: Grieksch-theologisch woordenboek op het Nieuwe Testament. Utrecht 1908.
- Het leven van Jezus. Haarlem 1896.
- Novum Testamentum Graecum. Praesertim in usum studiosorum. Groningen 1898.
- Encyclopedie der christelijke theologie. Utrecht 1900.
- Commentaar op het evangelie van Mattheus. Groningen 1900.
- Geschiedenis van de boeken des Nieuwen Verbonds. Groningen 1901.
- De vruchten die de beoefening van de geschiedenis der godsdiensten oplevert voor de studie van het Nieuwe Testament. Utrecht 1905.
- Commentaar op het Evangelie van Markus. Utrecht 1906.
- Commentaar op de Openbaring van Johannes. Utrecht 1908.
- Commentaar op net Evangelie van Lukas. Utrecht 1908.

## Weblink
- Baljon im Catalogus Professorum Academiae Rheno-Traiectinae

| Personendaten    | Personendaten                          |
| ---------------- | -------------------------------------- |
| NAME             | Baljon, Johannes Marinus Simon         |
| KURZBESCHREIBUNG | niederländischer reformierter Theologe |
| GEBURTSDATUM     | 5. Juli 1861                           |
| GEBURTSORT       | Rotterdam                              |
| STERBEDATUM      | 16. Mai 1908                           |
| STERBEORT        | Utrecht                                |